# Encanteri a la ruta maia
Encanteri a la ruta maia (títol original: Rough Magic) és una pel·lícula estatunidenco-franco-britànica dirigida per Clare Peploe, estrenada l'any 1995. Està basada en una novel·la curta de James Hadley Chase. Ha estat doblada al català.

## Argument
Los Angeles, anys 1950. La jove màgica Myra Shumway ha de casar-se amb el riquíssim Cliff Wyatt. No obstant això, poc abans del matrimoni aquest mata accidentalment el mentor de la jove. Testimoni del crim, Myra s'escapoleix i troba refugi a Mèxic, on troba dues persones que canvien el seu destí: Doc Ansell, un xarlatà anglès i Alex Ross, un seductor periodista americà. Tots tres agafen la carretera en cerca de màgia perseguits per Wyatt.

## Repartiment
- Bridget Fonda: Myra Shumway
- Russell Crowe: Alex Ross
- Jim Broadbent: Doc Ansell
- D.W. Moffett: Cliff Wyatt
- Andy Romano: Clayton
- Kenneth Mart: el màgic
- Richard Schiff: Wiggins
- Paul Rodriguez: Diego

## Al voltant de la pel·lícula
La novel·la Miss Shumway Waves a Wand de James Hadley Chase, de la qual el film és una adaptació, havia ja estat portada a la pantalla l'any 1962 a  Une blonde comme ça  dirigida per Jean Jabely.
Premi a la millor actriu per Bridget Fonda en el Festival de Cinema Fantàstic de Sitges